# Leuchtturm am Cabo Ráper
| O&K-Lok Nr. 4975/1912 der Feldbahn am Cabo Ráper                                                                                    |                     |                |                |
| Moderner Feldweg entlang der ehemaligen Trasse                                                                                      |                     |                |                |
| Streckenlänge: | 7,5 km              |                |                |
| Spurweite: | 600 mm (Schmalspur) |                |                |
| |                     |                |                |
| \| \| \| Puerto Slight \| \| \| \| 0 \| Schiffsanleger \| Schiffsanleger \| \| \| 7,5 \| Leuchtturm \| Leuchtturm \| \| \| \| \| \| |                     |                |                |
| |                     | Puerto Slight  |                |
| Kopfbahnhof Streckenanfang (Strecke außer Betrieb)                                                                                  | 0                   | Schiffsanleger | Schiffsanleger |
| Kopfbahnhof Streckenanfang (Strecke außer Betrieb) · Strecke (außer Betrieb)                                                        | 7,5                 | Leuchtturm     | Leuchtturm     |
| Strecke nach links (außer Betrieb) · Strecke quer (außer Betrieb) · Strecke nach rechts (außer Betrieb)                             |                     |                |                |

Der Leuchtturm am Cabo Ráper (spanisch Faro Cabo Ráper) ist ein Leuchtturm auf der Halbinsel Taitao in der Región de Aysén von Chile.

## Geschichte

### Errichtung des Lagers in Puerto Slight
Am 1. September 1900 begannen 22 Arbeiter und die Besatzung der Escampavía Yáñez mit den Bauarbeiten. Am 7. Oktober 1900 erließ der Ingenieur George Slight Anweisungen für den Bau des Turmes, des Leuchtturmwärterhauses und einer Lagerhalle sowie für den Bau des provisorischen Schiffsanlegers.
Die Einsamkeit und der lange Weg nach Puerto Slight verursachten Misstrauen und Angst unter den Bauarbeitern. Der Ingenieur Dupouy errichtete zwar am 7. November 1900 ein Lager in Puerto Slight, sah sich aber gezwungen, mit den Bauarbeitern nachts jeweils an Bord der Escampavía Yáñez zurückzukehren, was zu Verzögerungen beim Bau führte. Trotz schlechten Wetters wurde das erste Haus in Puerto Slight aber nach 68 Arbeitstagen fertiggestellt.

### Nutzung des Schiffsanlegers
Die Dampfschiffe von Braun & Blanchard bevorzugten, in Puerto Barroso anzulegen, bis George Slight am 18. Januar 1910 nach vielen ergebnislosen Formalitäten ein Regierungsdekret erhielt, das die Schiffe verpflichtete, auch in seinem Hafen anzulegen.

### Bau der Feldbahn
Bis zum 23. März 1912 wurde für den Transport des Baumaterials eine anfangs 3,5 km lange Feldbahnstrecke gebaut, die über mehrere bis zu 18 m hohe Brücken mit Stahlbeton-Pfeilern führte. Sie bot die einzige Möglichkeit, um durch das schroffe und felsige Gelände am Meer entlang zum Fuß des Hügels zu gelangen, auf dem der Leuchtturm gebaut wurde.
Die schließlich 7,5 km lange Feldbahn wurde 1913 fertiggestellt. Auf ihr fuhr ein Zug mit Kipploren und Flachwagen, die von einer von Orenstein & Koppel gelieferten Koppel-Lokomotive mit der Werksnummer 4975/1912 gezogen wurden. Am Streckenende kurz vor dem Leuchtturm gab es eine Standseilbahn, auf der die Loren mit einer Seilwinde zum Leuchtturm hinaufgezogen wurden.

### Inbetriebnahme des Leuchtturms
Der Leuchtturm wurde 1914 in Betrieb genommen. Mit der Feldbahn wurden nach der Inbetriebnahme des Leuchtturms weiterhin Güter für den Betrieb des Leuchtturms sowie Lebensmittel für dessen Besatzung transportiert.

### Heutige Versorgung des Leuchtturms
Um 1921 wurde die Lokomotive aus technischen Gründen außer Betrieb genommen. Daraufhin wurden die Feldbahnloren bis 1933 von Hand geschoben. Heutzutage wird der Leuchtturm mit Hilfe eines kleinen Traktors und mit von Ochsen und Pferden gezogenen Karren versorgt. Viele Pfeiler der ehemaligen Feldbahnbrücken sind heute(2009) noch erhalten.